# 小行星5720
小行星5720（英語：5720 Halweaver）是一颗围绕太阳公转的小行星。1984年3月29日，卡罗琳·舒梅克、尤金·舒梅克在帕洛马山发现了此天体。
該小行星以美國天文學家哈爾·A·韋弗命名。
这颗小行星的绝对星等为81.97728等。